# Fever (Kylie-Minogue-Album)
Fever ist das achte Studioalbum der australischen Popsängerin Kylie Minogue; es erschien im Oktober 2001. Mit diesem Album und der daraus als erstes ausgekoppelten Single Can’t Get You Out of My Head gelang Minogue ein weltweites Comeback.

## Stil und Rezeption
Das Album Fever und vor allem der Welthit Can’t Get You Out of My Head zeigten Minogue auf einem musikalischen und visuellen Höhepunkt ihres künstlerischen Schaffens, dass sie sogar popkulturelle Diskurse nach sich zogen. So erläutert der britische Musikjournalist Paul Morley in seinem Buch Words and Music: A History of Pop in the Shape of a City, warum sich in Minogues „dekonstruktivistischen Discostück Can’t Get You Out of My Head (2001) die gesamte Geschichte der abendländischen Musik gleichsam wie in einem Prisma widergespiegelt findet“.

## Erfolg
Nach der Veröffentlichung schaffte Fever den Sprung auf Platz 1 der Albumcharts in zehn Ländern, darunter Deutschland, Großbritannien, Australien und Österreich. Das Album konnte sich im März 2002 auch auf Nummer 3 der US-Billboard-Charts platzieren – ihr bislang größter Erfolg in den USA. Fever ist Minogues bis heute erfolgreichstes Album und verkaufte sich weltweit sieben Millionen Mal.
Nach dem Erfolg des Albums ging Minogue im Frühjahr 2002 auf Fever-Tour durch Europa und Australien. Auf DVD erschien der Konzertmitschnitt Fever 2002: Live in Manchester. Im Herbst 2002 wurde das Album erneut veröffentlicht, diesmal mit anderem Cover und einer Bonus-CD. Neben zahlreichen Remixen enthielt die Bonus-CD auch den Song Whenever You Feel Like It, der bislang nur auf dem Soundtrack zum US-Film Scooby-Doo veröffentlicht worden war.

## Titelliste
(Singles*) (Komposition)
1. More More More (Tommy D / Liz Winstanley)
2. Love at First Sight* (Kylie Minogue / Richard Stannard / Julian Gallagher / Ash Howes / Martin Harrington)
3. Can’t Get You Out of My Head* (Cathy Dennis / Rob Davis)
4. Fever (Greg Fitzgerald / Tom Nichols)
5. Give It to Me (Kylie Minogue / Mark Picchiotti / Steve Anderson)
6. Fragile (Rob Davis)
7. Come Into My World* (Cathy Dennis / Rob Davis)
8. In Your Eyes* (Kylie Minogue / Richard Strannard / Julian Gallagher / Ash Howes)
9. Dancefloor (Steve Anderson / Cathy Dennis)
10. Love Affair (Kylie Minogue / Richard Stannard / Julian Gallagher)
11. Your Love (Kylie Minogue / Pascal Gabriel / Paul Statham)
12. Burning Up (Greg Fitzgerald / Tom Nichols)

Bonustrack (australische Version)
- Tightrope (Kylie Minogue / Pascal Gabriel / Paul Steinberg)

Bonustracks (japanische Version)
- Good Like That (Joe Belmaati / Kara Dioguardi / Mich Hansen)
- Baby (Lars Aass / Botolf Loedemel / Liz Winstanley)

Bonus-Disc Trackliste
1. Can’t Get Blue Monday Out of My Head (Cathy Dennis / Rob Davies / Bernard Sumner / Gillian Gilbert / Peter Hook / Stephen Morris)
2. Love at First Sight (The Scumfrog’s beauty and the beast vocal edit)
3. Can’t Get You Out My Head (Deluxe’s dirty club)
4. In Your Eyes (Roger Sanchez release the club mix)
5. Love at First Sight (Ruff & Jam US radio mix)
6. Come Into My World (Fischerspooner Mix)
7. Whenever You Feel Like It (Kylie Minogue / Billy Steinberg / Rick Nowels)

## Singles
- Can’t Get You Out of My Head wurde im September 2001 veröffentlicht und schaffte den Sprung auf Platz 1 der Hitlisten in allen europäischen Ländern mit Ausnahme von Finnland. Mit weltweit über vier Millionen verkaufter Exemplare gilt die Single als Minogues bis heute erfolgreichste.[5]
- In Your Eyes erschien als zweite Singleveröffentlichung aus Fever im Februar 2002. Für das Video wurde nach dem Erfolg von Can’t Get You Out of My Head abermals Dawn Shadforth verpflichtet. Für einen Remix des Songs zeichnete Roger Sanchez verantwortlich.
- Als dritte Single aus Fever wurde Love at First Sight im Juni 2002 veröffentlicht. Die Regie zum Video führte der Schwede Johan Renck. Die Singleveröffentlichung beinhaltet als B-Seite das Mashup Can’t Get Blue Monday Out of My Head, bei dem Minogues erfolgreicher Song mit dem New-Order-Klassiker Blue Monday gemixt wurde. Den Mix präsentierte Minogue zuvor live bei den Brit Awards im Frühjahr des gleichen Jahres.[6]
- Für Come Into My World, veröffentlicht als Single im November 2002, erhielt Minogue 2004 den Grammy in der Kategorie „Best Dance Recording“. Die Regie für das Video übernahm Michel Gondry.

## Kommerzieller Erfolg

### Chartplatzierungen
| ChartsChartplatzierungen       | Höchstplatzierung | Wochen |
| ------------------------------ | ----------------- | ------ |
| Australien (ARIA)              | 1 (74 Wo.)        | 74     |
| Deutschland (GfK)              | 1 (50 Wo.)        | 50     |
| Österreich (Ö3)                | 1 (29 Wo.)        | 29     |
| Schweiz (IFPI)                 | 3 (51 Wo.)        | 51     |
| Vereinigte Staaten (Billboard) | 3 (44 Wo.)        | 44     |
| Vereinigtes Königreich (OCC)   | 1 (85 Wo.)        | 85     |

| ChartsJahrescharts (2001)    | Platzierung |
| ---------------------------- | ----------- |
| Australien (ARIA)            | 5           |
| Deutschland (GfK)            | 26          |
| Österreich (Ö3)              | 24          |
| Schweiz (IFPI)               | 18          |
| Vereinigtes Königreich (OCC) | 10          |

| ChartsJahrescharts (2002)      | Platzierung |
| ------------------------------ | ----------- |
| Deutschland (GfK)              | 50          |
| Österreich (Ö3)                | 71          |
| Schweiz (IFPI)                 | 41          |
| Vereinigte Staaten (Billboard) | 82          |
| Vereinigtes Königreich (OCC)   | 15          |

### Auszeichnungen für Musikverkäufe
| Land/Region                  | Auszeichnungen für Musikverkäufe (Land/Region, Auszeichnung, Verkäufe) | Verkäufe    |
| ---------------------------- | ---------------------------------------------------------------------- | ----------- |
| Argentinien (CAPIF)          | Gold                                                                   | 20.000      |
| Australien (ARIA)            | 7× Platin                                                              | 490.000     |
| Belgien (BRMA)               | Gold                                                                   | (25.000)    |
| Dänemark (IFPI)              | Gold                                                                   | (25.000)    |
| Deutschland (BVMI)           | Platin                                                                 | (300.000)   |
| Europa (IFPI)                | 3× Platin                                                              | 3.000.000   |
| Frankreich (SNEP)            | Platin                                                                 | (300.000)   |
| Griechenland (IFPI)          | Gold                                                                   | (15.000)    |
| Kanada (MC)                  | 2× Platin                                                              | 200.000     |
| Neuseeland (RMNZ)            | 2× Platin                                                              | 30.000      |
| Niederlande (NVPI)           | Gold                                                                   | (40.000)    |
| Österreich (IFPI)            | Platin                                                                 | (40.000)    |
| Polen (ZPAV)                 | Gold                                                                   | (50.000)    |
| Schweden (IFPI)              | Platin                                                                 | (60.000)    |
| Schweiz (IFPI)               | 2× Platin                                                              | (80.000)    |
| Spanien (Promusicae)         | Platin                                                                 | (100.000)   |
| Südafrika (RISA)             | Platin                                                                 | 50.000      |
| Ungarn (MAHASZ)              | Platin                                                                 | (20.000)    |
| Vereinigte Staaten (RIAA)    | Platin                                                                 | 1.159.000   |
| Vereinigtes Königreich (BPI) | 5× Platin                                                              | (1.730.000) |
| Insgesamt                    | 6× Gold · 29× Platin ·                                                 | 4.767.000   |

Hauptartikel: Kylie Minogue/Auszeichnungen für Musikverkäufe